# Keuhkosaari
Keuhkosaari är en liten ö på gränsen mellan Finland och Ryssland i sjön Likolampi och Pukari. Den finländska sidan ligger i Kuusamo och landskapet  Norra Österbotten, i den nordöstra delen av landet, 700 km norr om huvudstaden Helsingfors. Öns area är 0,1 hektar och dess största längd är 50 meter i öst-västlig riktning.